# Władysław-Hasior-Galerie
Die Władysław-Hasior-Galerie (poln. Galeria Władysława Hasiora) wurde 1985 in Zakopane gegründet. Sie ist eine der elf Filialen des 1889 gegründeten Tatra-Museums. Thema der Ausstellung ist das Wirken von Władysław Hasior. Die Galerie stellt 150 Werke des Künstlers aus.